# مایا ساویچ
مایا ساویچ (انگلیسی: Maja Savić؛ زادهٔ ۱۴ اوت ۱۹۹۳) بازیکن والیبال زن اهل صربستان است.